# Saoradh
Saoradh (en español: Liberación) es un partido político de extrema izquierda y grupo de presión formado por republicanos irlandeses disidentes en 2016. Opera tanto en la República de Irlanda como en Irlanda del Norte. El Servicio de Policía de Irlanda del Norte y periodistas independientes describen al partido como cercano al New IRA, aunque el propio Saoradh lo niega.

## Bandera
El emblema de Saoradh combina la Sunburst flag con la estrella roja socialista, una pica que hace referencia a la Rebelión de los Irlandeses Unidos de 1798 y los tres colores nacionales de Irlanda: verde, blanco y naranja.

## Ideología y políticas
Saoradh busca establecer una república socialista de 32 condados en toda la isla de Irlanda, considerando la situación de Irlanda del Norte en el Reino Unido como una "ocupación ilegal". Se opone al actual gobierno de poder compartido en Irlanda del Norte y critica duramente al Sinn Féin, al que su expresidente, David Jordan, describe como "falsos profetas derrotados y consumidos por el mismo sistema al que dicen oponerse". El partido también considera ilegítimo al gobierno de la República de Irlanda, ya que no es elegido por el pueblo de toda la isla. Por lo tanto, es abstencionista. Aunque podría presentarse a futuras elecciones, los candidatos elegidos para la Dáil Éireann o la Asamblea de Irlanda del Norte no ocuparán sus escaños. También Saoradh apoya la liberación de todos los presos republicanos. 

El partido se opone a la Unión Europea y en 2019 reafirmó su apoyo al Brexit. Su presidente, Brian McKenna, declaró: «Saoradh apoya la salida de la UE ultrarimperialista; esta ha sido una postura revolucionaria de larga data. Consideramos el Brexit una derrota para la élite empresarial y política de Gran Bretaña, Irlanda y Europa».

Variación tradicional de la bandera Sunburst, en la que se basa el logotipo de Saoradh

## Historia

### Fundación
El partido fue fundado el 24 de septiembre de 2016 por exmiembros del Movimiento por la Soberanía de los 32 Condados, el Sinn Féin Republicano, el Partido Republicano Socialista Irlandés y otros.
El ejecutivo nacional del partido, compuesto por 12 personas, se reunieron bajo una pancarta de los firmantes de la Proclamación de 1916, que estaba compuesta por activistas republicanos, entre ellos:
- Nuala Perry (vicepresidenta y exprisionera del IRA Provisional)
- Kevin Murphy (un exprisionero del IRA Auténtico)
- Risteard Ó Murchú, (un exprisionero republicano)[10]
- Sharon Rafferty
- Dee Fennell
- David Jordan
- Mandy Duffy, la cuñada de Colin Duffy.

En la reunión se leyó un mensaje de apoyo al veterano líder republicano Billy McKee, también se leyó una declaración de los prisioneros republicanos, expresando su apoyo al partido, fue leída por Thomas Ashe Mellon.
David Jordan afirmó que ser elegido como presidente del partido fue "humilde, abrumador, intimidante y, al mismo tiempo, empoderador". También intervino en la reunión el presidente de la Asociación de Comunidades Palestinas de Escocia (APCS), Issam Hijjawi.
Ese mismo día, Saoradh difundió el siguiente comunicado de prensa:

Hoy, sábado 24 de septiembre de 2016, nosotros, un colectivo significativo de activistas republicanos irlandeses, que durante varios años hemos actuado de forma autónoma, después de años de debate, consulta y organización, hoy en el Ard Fheis hemos organizado, constituido y lanzado un Partido Republicano Irlandés Revolucionario, cuyo nombre es Saoradh.

Saoradh cree que Irlanda debería ser gobernada por el pueblo irlandés, con la riqueza y los mecanismos generadores de riqueza en propiedad del pueblo irlandés. Esto no puede suceder mientras el imperialismo británico retenga de manera antidemocrática el control del destino irlandés y divida nuestra nación; esto no puede suceder mientras una élite neocolonial, en una administración supuestamente indígena y servil, venda la mano de obra y los recursos naturales de la nación al capital internacional.
Saoradh no cree que el imperialismo británico ni la explotación capitalista puedan ser enfrentados dentro de las estructuras que ellos mismos han creado para consolidar su control antidemocrático sobre la nación irlandesa. Por ello, creemos que cualquier asamblea que pretenda hablar en nombre del pueblo irlandés sin haber sido elegida por el pueblo unido de la nación irlandesa es ilegal. Saoradh buscará organizarse y trabajar con el pueblo irlandés en lugar de ser consumido y usurpado por las estructuras de los enemigos de Irlanda.

Apoyándonos en una larga y orgullosa historia revolucionaria republicana irlandesa de resistencia, inspirados por las acciones y palabras de Tone, de Connolly, de Mellows, de Costello y de Sands, y sosteniendo los documentos fundacionales de nuestros antepasados –la proclamación de 1916, la declaración de independencia y el programa democrático del primer Dáil–, Saoradh declara aquí su compromiso con la revolución inconclusa, la liberación de Irlanda y la emancipación social del pueblo irlandés.

### Reacción a su formación
La diputada del SDLP, Nichola Mallon, afirmó que se trataba del primer paso en un camino que todo grupo militante ha recorrido a lo largo de la historia de la tradición republicana irlandesa, y que ahora era necesario dar el segundo, el tercero y el cuarto paso para evitar una violencia innecesaria e indeseada, rechazada por el pueblo irlandés en cada ocasión. El diputado del Partido Unionista Democrático, Lord Maurice Morrow, afirmó que la acción demostraba que los disidentes habían comprendido que no estaban obteniendo apoyo para su campaña y que, por ello, habían ingresado en la esfera política, añadió que sería muy interesante observar qué nivel de respaldo, si es que lo hay, logrará este nuevo partido político. El Partido Unionista del Ulster declaró que daba la bienvenida a cualquiera que participara en el proceso político, pero que Saoradh había adoptado un programa abstencionista cansado y obsoleto que ha fracasado en el pasado y volverá a fracasar. El líder de la Voz Unionista Tradicional, Jim Allister, afirmó que los exmiembros del IRA han sido durante años elogiados como estadistas y ascendidos a los más altos cargos del país tras obtener su estatus gracias a la campaña terrorista del IRA Provisional. Preguntó: "¿Seguirá Saoradh la trayectoria del Sinn Féin y se beneficiará políticamente de la violencia?" El Sinn Féin afirmó que su visión y análisis han obtenido el apoyo de medio millón de votantes y que "fomentan un debate político genuino dentro del republicanismo".
En noviembre de 2016, la esposa de James "Junior" McDaid, voluntario del IRA (asesinado a tiros por el 25.º Regimiento Ligero de la Artillería Real en 1972), criticó a Saoradh después de que bautizaran sus oficinas de Derry en Chamberlain Street como "Junior McDaid House" en honor a su esposo. Afirmó que nadie la había invitado ni le había dicho que la sucursal llevaría su nombre, y añadió que desconocía si él lo habría aprobado.

### Segundo Ard Fheis
El sábado 18 de noviembre de 2017, Saoradh celebró su segundo Ard Fheis en el Maldron Hotel de Derry City. En este Ard Fheis, Eistigi, se integró oficialmente al partido como organización juvenil.
Se leyeron varias declaraciones en nombre de los presos Republicanos:
- La exprisionera republicana Sharon Rafferty leyó una declaración en nombre de Christine Connor actualmente encarcelada en Hydebank.
- El activista de Dublín, Ger Devereux, leyó una declaración en nombre de los presos republicanos de Portlaoise.
- El activista Tony Slevin de Tyrone, leyó una declaración en nombre de DD McLaughlin.
- El expreso republicano Stephen Murney leyó una declaración en nombre de los presos de Roe 4 en Maghaberry.
- Lorraine Taylor, esposa del republicano de Derry Tony Taylor, denunció la detención administrativa continua de su marido a manos del secretario de estado británico y el reciente internamiento de Gabriel Mackle.
- Issam Hijjawi, del Foro Democrático de Palestina, pronunció un discurso en el que comparó los Acuerdos de Oslo con el Acuerdo de Stormont y explicó cómo los líderes en ese momento en Palestina e Irlanda habían apostado sus ideales y principios decepcionando a los activistas de base.

Nuevos miembros fueron elegidos para el Ejecutivo Nacional, el nuevo ejecutivo nacional de Saoradh fue el siguiente:
- Presidente Nacional - Davy Jordan
- Vicepresidenta - Mandy Duffy
- Secretario nacional - Stephen Murney
- Organizador nacional - Kevin Murphy/Aiden Ferguson
- Nacional PRO (Oficial de Relaciones Públicas) - Packy Carty/Dee Fennell
- Finanzas y recursos - Sharon Jordan/Dennis Fadden
- Oficial de juventud republicana de Eístigi - Jude MacCrory
- Oficial de educación - Joe Barr/Patrick Gallagher
- Cooperador - Tracy Duggan/Tony Slevin

Davy Jordan fue reelegido para un segundo mandato como presidente nacional, pero presentó su intención de hacer este año su último en el cargo.
Davy también habló del nivel de hostigamiento e intimidación que el partido había enfrentado desde su lanzamiento el año anterior y dijo: "En nombre de nuestro partido y de nuestros activistas, me gustaría decirle a Theresa May, Leo Varadkar, Arlene Foster y Michelle O'Neill y los sistemas podridos que presiden, que estamos aquí para quedarnos, estamos creciendo, nuestro mensaje ha encontrado un terreno fértil, haced lo peor, no será suficiente".

### Desde 2019
En abril de 2019, se anunció que la sede, Junior McDaid House, estaba cerrada debido a que su propietario, Tracey Murray, les había notificado que debían desalojarla.
En agosto de 2019, el presidente de Saoradh, Brian Kenna, anunció que la continuación de la violencia republicana disidente era "inevitable".  Ese mismo mes, el grupo realizó manifestaciones en Glasgow.
En noviembre de 2020, el presidente nacional del Sinn Féin, Declan Kearney, contactó con la dirección de Saoradh para solicitar su unión junto con otros grupos republicanos en una campaña conjunta para una consulta fronteriza en Irlanda del Norte. Saoradh no respondió a la solicitud y posteriormente declaró que no apoyaría ninguna consulta fronteriza ni referéndum sobre la unificación irlandesa a menos que el electorado de dicha consulta fuera la totalidad de Irlanda, no dos referéndums separados en las jurisdicciones de la República de Irlanda e Irlanda del Norte. El Sinn Féin fue criticado por los partidos políticos de Irlanda del Norte por intentar incluir a Saoradh, ya que se cree que Saoradh aún mantiene vínculos con el New IRA. El Sinn Féin defendió la medida, argumentando que la inclusión de grupos como Saoradh los integraría en el proceso democrático.

## Asesinato de Lyra McKee

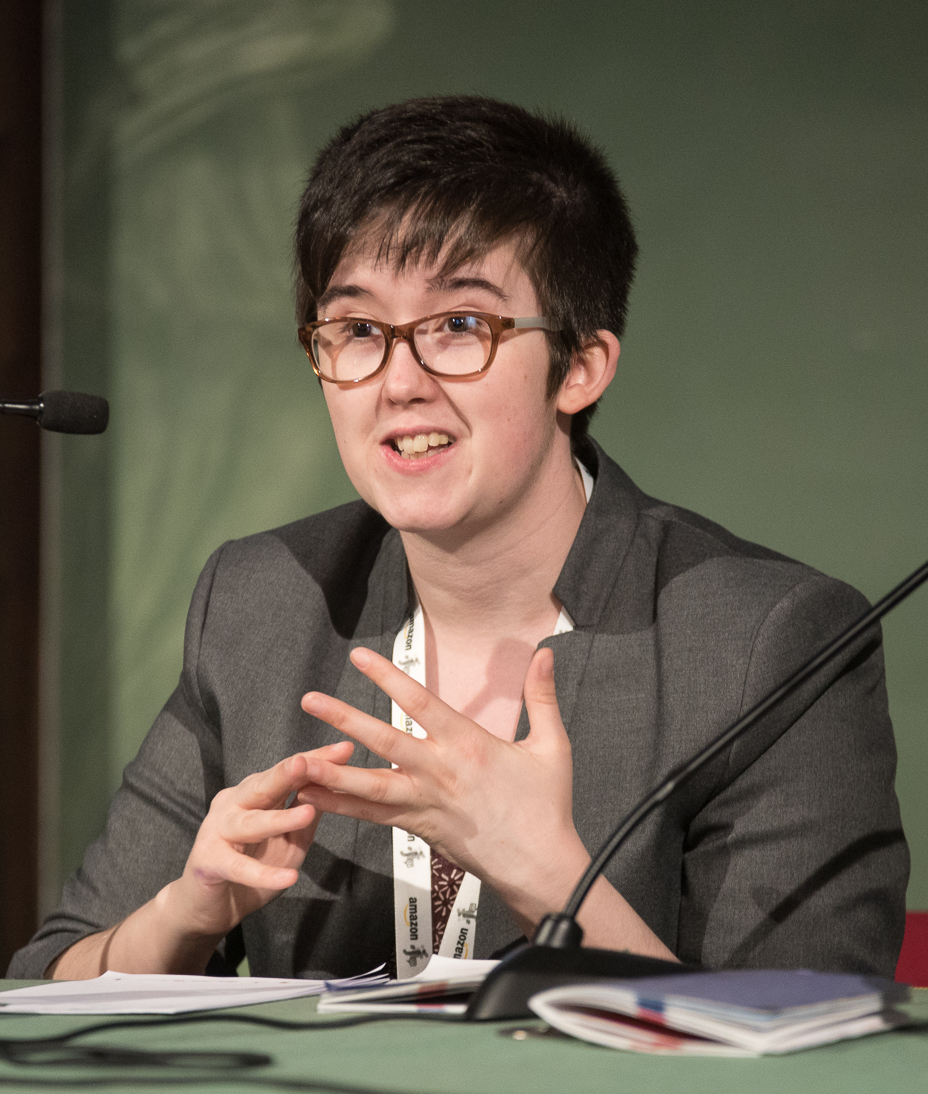
Lyra McKee fue asesinada por una bala disparada por un miembro del New IRA durante un motín en el distrito de Creggan de Derry.

El 18 de abril de 2019, la periodista de investigación Lyra McKee fue asesinada mientras observaba los disturbios en el distrito de Creggan, en Derry. Se difundieron imágenes grabadas con un teléfono móvil que mostraban a un hombre armado y enmascarado, miembro del New IRA, abriendo fuego con una pistola. Posteriormente, Saoradh emitió un comunicado en el que afirmaba que "un voluntario republicano intentó defender a la gente de la PSNI/RUC tras una incursión de fuerzas de la corona fuertemente armadas", y que McKee murió accidentalmente.  TheJournal.ie interpretó esto como que el grupo «defendía las acciones de los responsables».
Saoradh celebró un desfile conmemorativo del Alzamiento de Pascua frente a la Oficina General de Correos, principal escenario del Alzamiento, en Dublín, el sábado Santo 21 de abril, tres días después de la muerte de McKee. El desfile contó con la presencia de miembros vestidos con ropa de estilo paramilitar. Fue condenado por los ministros del actual gobierno del Dáil Éireann, y el ministro de Justicia, Charlie Flanagan, lo calificó de "preocupante".
Cuatro días después del tiroteo, amigos de McKee se congregaron en protesta en la sede de Saoradh, Junior McDaid House, y pintaron con pintura roja huellas de manos en las paredes del edificio para "mostrar que tenían sangre en las manos".
Para el 9 de octubre de 2021, una docena de personas asociadas con Saoradh habían sido acusadas en relación con el tiroteo de McKee y otros delitos terroristas relacionados con el Nuevo IRA.

## Enfrentamientos con las autoridades

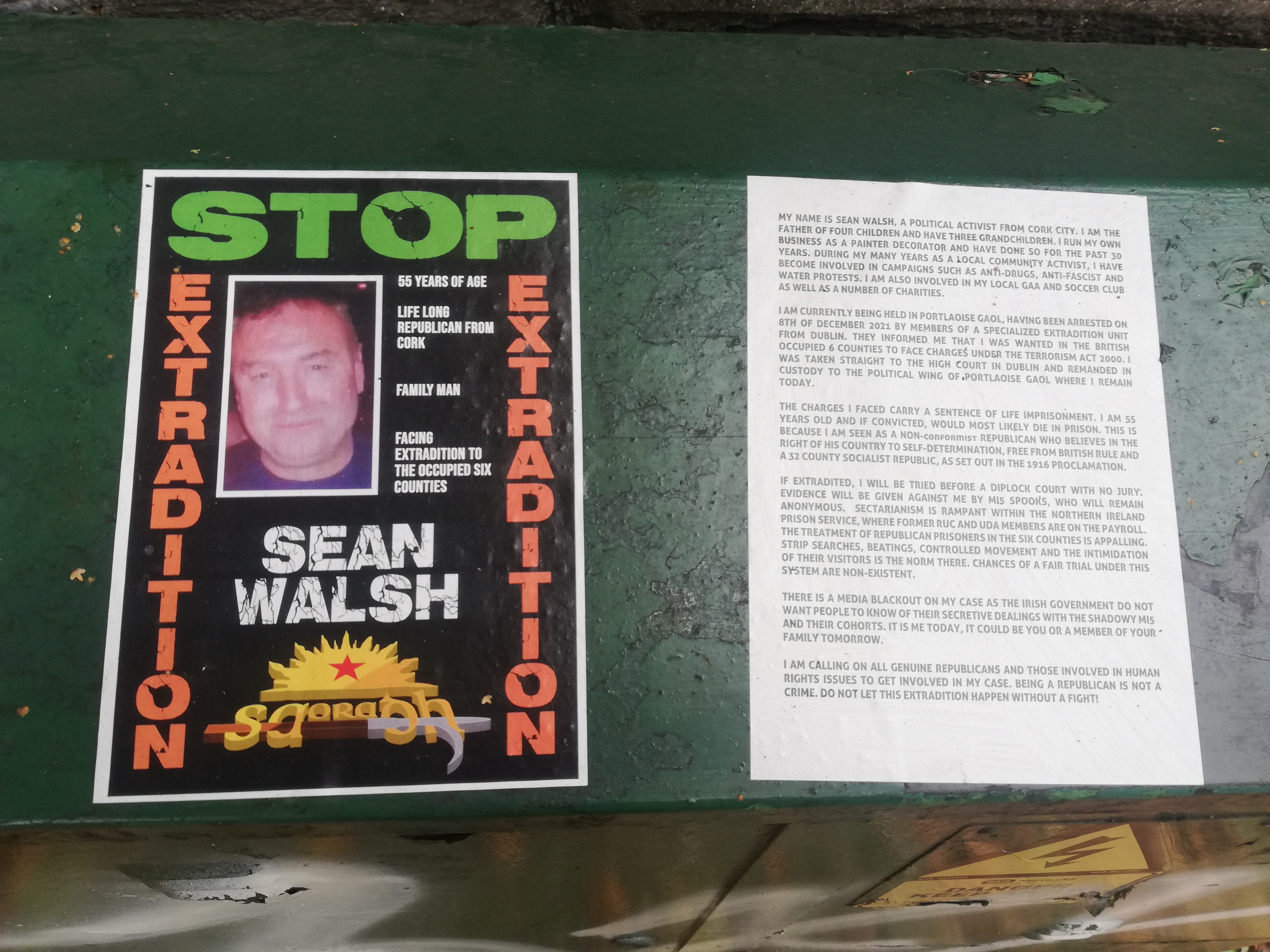
Cartel de propaganda de Saoradh contra la extradición de Sean Walsh (New IRA)

### Enfrentamientos con la policía
En abril de 2019, el presidente nacional de Saoradh, Brian Kenna, fue detenido y registrado por seis policías armados en Dungiven cuando regresaba a Dublín tras una reunión del partido en Derry. El partido emitió un comunicado en el que afirmaba que se mantendría firme en su oposición al acoso, la intimidación y la represión política actuales de sus miembros, y que las autoridades temen nuestro crecimiento y son conscientes de que la comunidad está aceptando nuestra narrativa política.
En noviembre de 2019, la policía antiterrorista allanó cinco propiedades asociadas con Saoradh, incluida la sede del partido, presuntamente con el argumento de que se estaba organizando una lotería ilegal. Saoradh calificó la redada como un intento de "frustrar el activismo comunitario y la red de apoyo para los presos republicanos actuales y sus dependientes" y afirmó que, desde su inicio en 2016, se había intensificado el acoso a los republicanos irlandeses por parte de las fuerzas de seguridad. En la redada se incautó una suma de dinero y artículos de lotería, y un hombre de 31 años fue arrestado y posteriormente puesto en libertad bajo fianza.

### Enfrentamientos con la inteligencia británica
En mayo de 2019, Kevin Collins, exmiembro de Saoradh, afirmó que dos hombres se le acercaron durante sus vacaciones en Tenerife, quienes, según Collins, eran agentes del MI5. Collins afirmó que los dos hombres lo siguieron durante sus vacaciones en los últimos 12 meses, supuestamente intentando reclutarlo como informante. En una entrevista con The Irish News, Collins declaró que la policía española lo detuvo a punta de pistola en junio de 2018, cuando se dirigía al aeropuerto de Palma de Mallorca, y lo condujo a una habitación donde, según él, los dos hombres le pidieron que se infiltrara en grupos republicanos disidentes en Irlanda del Norte.
En febrero de 2020, mientras viajaba por el aeropuerto de Bristol, Paddy Gallagher, miembro de Saoradh, fue objeto de un intento de reclutamiento por parte del MI5. Un comunicado publicado por Saoradh afirmaba que Gallagher fue conducido a una pequeña sala del aeropuerto donde dos individuos, que supuestamente se hicieron pasar por miembros del Cuerpo de Inteligencia, le informaron que podía "ayudarlos con información sobre Derry" e intentaron reclutarlo como informante. En el comunicado, Saoradh también afirmó que Gallagher fue detenido por la Policía de Avon y Somerset en virtud de la Ley Antiterrorista de 2000 e interrogado sobre su reciente visita a Bristol . Un portavoz del Ministerio del Interior respondió a las acusaciones de Saoradh sobre Gallagher afirmando: "No solemos comentar casos individuales. La prioridad del Gobierno es la seguridad del Reino Unido, y el uso de las facultades del Anexo 7 es una herramienta vital para la policía".
En febrero de 2021, Saoradh afirmó en redes sociales que sus miembros habían descubierto un dispositivo de escucha encubierto camuflado en una roca en Creggan, Derry. Saoradh declaró que el presunto dispositivo había sido colocado allí por una "figura masculina, vestida de negro" tras una "amplia actividad encubierta de la inteligencia militar británica". El concejal de la ciudad de Derry y el distrito de Strabane, Gary Donnelly, respondió a las acusaciones diciendo que el supuesto dispositivo "obviamente estaba allí para recopilar información de audio y espiar a la comunidad. Ha habido mucha actividad, tanto abierta como encubierta, en la zona durante las últimas dos semanas. Creo que este dispositivo se utilizaba con los mismos fines".

## Éistigí
Éistigí (en español: Escuchen) es la organización juvenil de Saoradh, aunque oficialmente puede presentarse como autónoma, está compuesta por jovenes menores de 25 años. Mantiene una postura abiertamente contraria al Acuerdo de Viernes Santo, a la PSNI y a cualquier forma de legitimación del dominio británico en el Norte.

### Bandera
Su bandera muestra un círculo con los colores de la bandera irlandesa (verde, blanco y naranja), una estrella naranja de cinco puntas en el centro y un puño blanco cerrado levantado.

## Presuntos vínculos con el republicanismo militante
Diversos medios de comunicación afirman que el partido está vinculado al republicanismo militante, y la BBC lo describe como la "cara visible" de sus remanentes en la provincia. El periódico unionista Belfast Telegraph se refiere a Saoradh como el "ala política" del New IRA, un grupo formado en 2012 tras la fusión del Real Ejército Republicano Irlandés (IRA), la Acción republicana contra las drogas y otros grupos paramilitares. El Servicio de Policía de Irlanda del Norte describe al partido como la "voz política" del New IRA e indica que existe una gran coincidencia en los integrantes de ambos grupos.
Según Vice UK, Saoradh niega rotundamente su vinculación con grupos paramilitares y cuestiona el término "republicano disidente".  Poco después del asesinato de la periodista Lyra McKee, Saoradh emitió un comunicado en el que afirmaba no tener vínculos con el New IRA ni con ninguna otra organización. Saoradh cuenta con el apoyo de presos republicanos, entre ellos, del New IRA.
En agosto de 2020, nueve altos cargos de Saoradh fueron acusados de delitos de terrorismo  tras una operación del MI5 y el PSNI en la que se grabó en secreto una reunión de la cúpula del New IRA. Supuestamente, los acusados fueron grabados discutiendo planes para atentados con bombas y secuestros. Entre los acusados se encontraban Mandy Duffy y David Jordan, miembros fundadores de la ejecutiva nacional.
En 2021, dos miembros de Saoradh fueron acusados del asesinato de Lyra McKee. Peter Gearoid Cavanagh y Jordan Devine también fueron acusados de robo, posesión de arma de fuego y municiones, disturbios, posesión y lanzamiento de cócteles molotov e incendio provocado. Tras ser acusado, Cavanagh fue ascendido a Secretario Nacional de Saoradh.